# آدلیا سیلوا
آدلیا سیلوا (۳ آوریل ۱۹۲۵–۱۰ ژوئیه ۲۰۰۴) یک معلم، نویسنده و فعال اجتماعی اروگوئه‌ای بود. او اولین آفریقایی-اروگوئه‌ای بود که مدرک معلمی گرفت. او در مدارس روستایی تدریس می‌کرد و تبعیض نژادی و جنسیتی را کنار زد. او در سال ۱۹۵۶ به مونته ویدئو نقل مکان کرد، اما بارها به دلیل تبعیض نژادی بین مدارس و مناطق مختلف منتقل شد و در نهایت به خانه خود در آرتیگاس بازگشت. او شکایتی را به شورای ملی آموزش ابتدایی ارائه کرد که منجر به پوشش گسترده رسانه‌ها از رفتار صورت گرفته با او شد و آگاهی عمومی نسبت به شکاف‌های نژادی و جنسیتی در جامعه اروگوئه را افزایش داد.
در سال ۱۹۶۰، سیلوا در آزمونی شرکت کرد و به نخستین فرد آفریقایی‌تبار در اروگوئه تبدیل شد که به‌عنوان بازرس مدرسه ابتدایی خدمت کرد. او در بخش‌های مختلف به‌عنوان بازرس کار کرد و در دهه ۱۹۷۰ در دبیرستان‌ها و مراکز تربیت معلم نیز تدریس می‌کرد. او همچنین به عنوان معلم داوطلب برای دانش آموزان دارای ناتوانی‌های یادگیری، ساکنان پرورشگاه‌ها و زندانیان محلی فعالیت می‌کرد. در سال ۱۹۸۱ مدرک روزنامه‌نگاری گرفت و از تدریس بازنشسته شد. سیلوا با آغاز حرفه‌ای تازه به‌عنوان نویسنده، سفرهای زیادی انجام داد، کتاب درسی در زمینه شیمی منتشر کرد و چندین جایزه به عنوان شاعر کسب نمود. او در سال ۲۰۰۴ درگذشت و به خاطر نقش مهمش در تغییر نگرش نسبت به آزادی و برابری در اروگوئه در یادها مانده است.

## اوایل زندگی
آدلیا سیلوا در ۳ آوریل ۱۹۲۵ در آرتیگاس، اروگوئه به دنیا آمد. او دختر نامشروع خدمتکار خانگی جولیا بیانچی بود. سیلوا هرگز پدرش را نشناخت و مادرش تحت نظام «پاترون» یا همان سیستم حامی که پس از لغو برده‌داری در اروگوئه ایجاد شد، به خانواده بیانچی وابسته بود. مادر سیلوا زمانی که او تنها نه ماه داشت، درگذشت و پس از آن او توسط خانم بیانچی بزرگ شد. او از سال ۱۹۳۱ تا ۱۹۳۷ در «مدرسه دخترانه شماره ۱» (Escuela Nº 1 de niñas) تحصیل کرد و سپس از از ۱۹۳۸ تا ۱۹۴۲ به دبیرستان «لیسه‌ئو دپارتامنتال» رفت   سیلوا تحصیلاتش را در مؤسسه تربیت معلم آرتیگاس (Instituto Normal de Artigas) ادامه داد و مدرک معلمی دریافت کرد. در سال ۱۹۴۶ او در مونته ویدئو امتحانات نهایی‌اش را گذراند و تبدیل به اولین اروگوئه‌ای آفریقایی‌تبار شد که موفق به دریافت گواهینامه رسمی تدریس گردید.

## زندگی حرفه‌ای

### تدریس (۱۹۴۸–۱۹۷۹)
سیلوا به عنوان معلم روستایی در بخش‌های آرتیگاس، کنلونس، کولونیا و فلوریدا کار می‌کرد.  در این دوره، او ازدواج کوتاهی با فلیکس سزار سوسا داشت که از او صاحب یک دختر به نام لوس مارینا سوسا شد. او دختر دیگری به نام مارتا را به فرزندی قبول کرد و هر دو دختر را به‌تنهایی بزرگ کرد، آن هم در زمانی که اکثر زنان از نظر اقتصادی به همسران خود وابسته بودند.   با وجود سختی‌های فراوان برای تأمین مخارج زندگی، سیلوا باور داشت که زنان حق دارند تحصیل‌کرده و مستقل باشند.  تا اواسط دهه ۱۹۵۰، با وجود تجربه تبعیض جنسیتی و تبعیض نژادی گسترده، او به عنوان مدیر یک مدرسه روستایی در آرتیگاس منصوب شد.   سیلوا که معتقد بود آموزش تنها راه غلبه بر تعصب و بی‌اعتنایی همکارانش است، در سال ۱۹۵۶ در دوره‌های پیشرفته آموزش معلمان در «مؤسسه عالی تربیت معلم مونته‌ویدئو» ثبت نام کرد.  حضور او در این دوره‌ها به لطف دریافت بورسیه فدرال ممکن شد؛ این بورسیه نه تنها هزینه تحصیل او را تأمین می‌کرد، بلکه فرصت کارآموزی در حین تحصیل را نیز برایش فراهم می‌ساخت. 
زمانی که سیلوا برای تدریس به مدرسه ابتدایی «بریتانیای کبیر» (Gran Bretaña) رفت، او را به مدرسه دیگری منتقل کردند.  این انتقال هیچ ارتباطی به عملکرد او نداشت و در نتیجه، دوباره به مدرسه دولتی شماره ۱۲۵ منتقل شد   اما در آنجا مدیر مدرسه، اوفلیا فررتخانس د اوگارتمندیا، او را تحت فشار گذاشت تا به دلیل "رنگ پوستش" درخواست انتقال بدهد.   پس از آن، سیلویا به سومین محل کارش، یعنی مدرسه دولتی شماره ۱۶ فرستاده شد، جایی که مدیر مدرسه، ایرنه کاسترو د ماندادو، به او گفت که والدین با امضای دادخواستی خواستار برکناری‌اش شده‌اند، چون نمی‌خواستند یک زن سیاه‌پوست که به زبان پرتونیول صحبت می‌کند (زبان ترکیبی اسپانیایی و پرتغالی که معمولاً در نواحی مرزی برزیل و اروگوئه رایج است) به فرزندانشان درس بدهد.   سیلوا که از این رفتارها دل‌شکسته و دلسرد شده‌بود، در همان سال ۱۹۵۶ از بورسیه خود انصراف داد و به آرتیگاس بازگشت. 
پس از صحبت با دوستانش دربارهٔ آنچه رخ داده بود، سیلوا نامه‌ای به «شورای ملی آموزش ابتدایی» (Consejo Nacional de Enseñanza Primaria) نوشت و خواستار انجام تحقیقاتی دربارهٔ این ماجرا شد.  این پرونده توجه رسانه‌های ملی را به خود جلب کرد و بحث‌هایی دربارهٔ رفتار نابرابر با سیاه‌پوستان در کشور به راه انداخت. رفتاری که برخلاف قوانین مربوط به برابری بود.   گروه‌های مدنی و اتحادیه‌های معلمان از سیلوا خواستند که به مونته‌ویدئو بازگردد و دوباره تدریس را در آن‌جا ادامه دهد،  اما او ترجیح داد در آرتیگاس بماند و به سمت مدیر مدرسه روستایی خود بازگشت.  در سال ۱۹۵۷، شورای ملی آموزش ابتدایی، اوگارتمندیا را به تبعیض نژادی گناهکار شناخت، او را از سمتش برکنار کرد و به پرداخت جریمه‌ای معادل نیمی از حقوقش به مدت شش ماه محکوم نمود.  با این حال، شورا شواهد کافی برای اثبات تبعیض از سوی ماندادو نیافت و به او اجازه داد که در سمتش باقی بماند. 
در سال ۱۹۶۰، سیلوا در آزمونی شرکت کرد که به او اجازه داد به عنوان اولین فرد با تبار آفریقایی در اروگوئه، به سمت بازرس مدارس ابتدایی منصوب شود.  در سال ۱۹۶۲، او به عنوان بازرس منطقه‌ای مدارس در بخش‌های آرتیگاس، فلوریدا و سالتو منصوب شد.  در این دوره، سیلوا در دبیرستان شماره ۱ و «دبیرستان خواهران کارملی» (Colegio de las Hermanas Carmelitas) دروس دبیرستانی شیمی، فیزیک و زبان فرانسه را تدریس می‌کرد.   همچنین، در «مؤسسه تربیت معلم آرتیگاس» دروس تاریخ آموزش، پداگوژی، روان‌شناسی و جامعه‌شناسی را آموزش می‌داد. علاوه بر فعالیت‌های حرفه‌ای‌اش، او داوطلبانه به دانش‌آموزان دارای ناتوانی‌های یادگیری کمک می‌کرد و به پسران ساکن در «خانه روستایی پسران» (Hogar Rural de Varones) و همچنین زندانیان «زندان مرکزی آرتیگاس» (Centro Carcelario) تدریس می‌نمود. 

### نویسندگی (۱۹۸۱–۲۰۰۱)
پس از سال‌ها رفت‌وآمد میان آرتیگاس و مونته‌ویدئو، سیلوا در سال ۱۹۸۱ تحصیلات خود را به پایان رساند و موفق به دریافت دیپلم روزنامه‌نگاری شد.  او از تدریس بازنشسته شد و حرفه دوم خود را به عنوان نویسنده آغاز کرد.  او سه بار به اروپا سفر کرد و از کشورهای فرانسه، موناکو، اسپانیا، سوئیس و واتیکان بازدید نمود.   در هر سفری یادداشت‌های مفصلی برای تأملات بعدی‌اش برمی‌داشت و به سرودن شعر به زبان‌های اسپانیایی و ایتالیایی می‌پرداخت.   مهارت زبانی‌اش خودآموخته بود؛ او با استفاده از فرهنگ لغت و بررسی بافت کلمات، خواندن زبان‌های انگلیسی، فرانسوی و ایتالیایی را یادگرفت.   در سال ۱۹۸۵، توسط گروه ادبی آنخل فالکو، به او «دیپلم افتخار حلقه هنر و ادبیات» (Diploma de Honor del círculo de artes y letras) اهدا شد. در همان سال، در شهر آرتیگاس، رویداد هفته کتاب (Semana del Libro) که سیلوا یکی از بنیان‌گذاران و ترویج‌دهندگان آن بود، به افتخار او با عنوان «معلمه آدلیا سیلوا» برگزار شد.  
در سال ۱۹۸۷، همکاران سیلوا در دبیرستان محلی هزینه انتشار کتابی را تأمین کردند که او با همکاری معلمی دیگر به نام مری سوارس د سیمون نوشته بود. این کتاب با عنوان «گام‌های عملی به‌سوی قرن بیست‌ویکم با شیمی» (Hacia el siglo XXI con la química en acción) منتشر شد.    با میل به گسترش دانش خود، سیلوا در سال ۱۹۹۳ دیپلمی در روابط عمومی دریافت کرد.  در سال ۲۰۰۰، به عنوان نماینده اروگوئه در کنفرانس ویدئویی شاعران آمریکای لاتین انتخاب شد. در سال ۲۰۰۱، از سوی «انجمن ایتالیایی سان خوزه»، برای یکی از اشعارش که به زبان ایتالیایی سروده شده بود، موفق به دریافت جایزه "روکو چرتو" از اتاق بازرگانی سیسیل شد.  

## مرگ و میراث

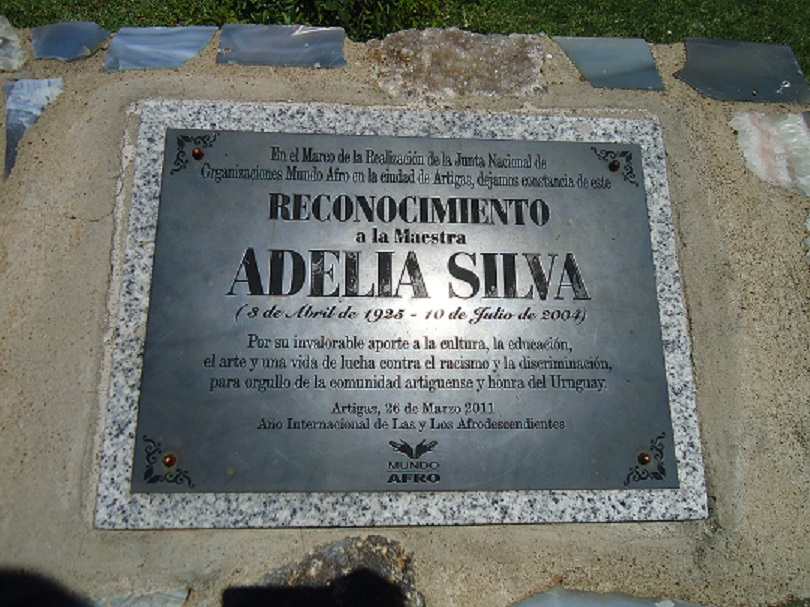
لوح یادبود در بنای یادبود معلم در آرتیگاس.

سیلوا در تاریخ ۱۰ ژوئیه ۲۰۰۴ در آرتیگاس بر اثر عوارض ناشی از آسم شدید درگذشت. او در طول دوران تدریس خود بر زندگی صدها دانش‌آموز تأثیر گذاشت و به آن‌ها آموخت که نه‌تنها به این فکر کنند که می‌خواهند چه کسی باشند، بلکه به تأثیری که بر دیگران می‌گذارند نیز بیندیشند. تلاش او برای برتری و غلبه بر مشکلات تبعیض جنسیتی و نژادپرستی، به تغییر نگرش نسبت به آزادی و برابری در اروگوئه کمک کرد.  زندگی‌نامه‌ای کوتاه از سیلوا در کتاب بازپس‌گیری حافظه: نوادگان آفریقایی در مرز اروگوئه و برزیل در اواسط قرن بیستم (Recuperando la memoria: afrodescendientes en la frontera uruguayo brasileña a mediados del siglo XX) نوشته کارلا چاگاس و ناتالیا استالا، که در سال ۲۰۰۹ منتشر شد، گنجانده شده است. در سال ۲۰۱۱، وزارت آموزش و فرهنگ، به مناسبت سال بین‌المللی بزرگداشت مردم آفریقایی‌تبار، پروژه‌ای را با همکاری شهرداری آرتیگاس و سازمان «دنیای آفریقا» (Organización Mundo Afro) و دیگر نهادها تأمین مالی کرد تا کتاب آدلیا سیلوا، میراثی از نور (Adelia Silva, un legado de luz) را برای گرامی‌داشت یاد او منتشر کنند 